# Diol geminal

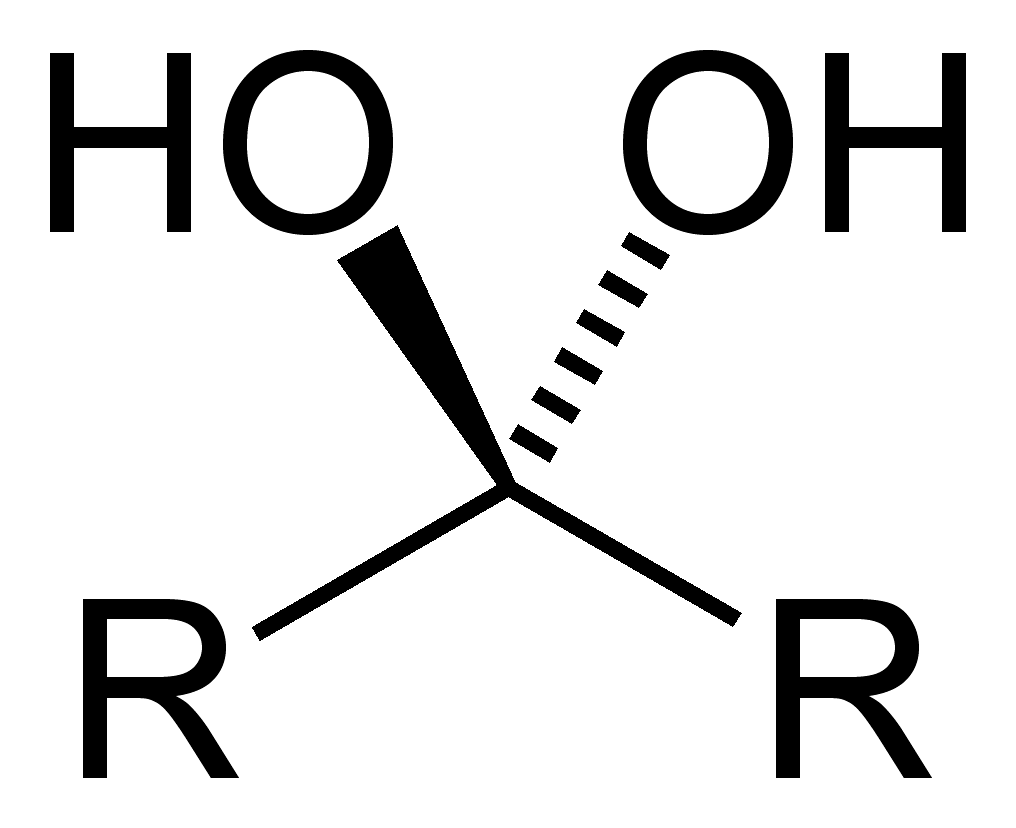
Diol Geminal general. Las R representan cualquier otro grupo diferente al OH.

Un Diol Geminal o gemdiol es cualquier compuesto orgánico que posea dos grupos funcionales hidroxilo(-OH) enlazados al mismo átomo de carbono. Los dioles geminales son una subclase de los dioles que, a su vez, son una subclase de los alcoholes. La mayoría de los dioles geminales son inestables a excepción de algunos como el metanodiol y la ninhidrina. La palabra geminal proviene del latín gemini que significa "gemelos".
El gemdiol más simple es el metanodiol. Otros ejemplos incluyen:

- Ácido dihidroximalónico
- Decahidroxiciclopentano
- Hidrato de Cloral

## Reacciones

### Equilibrio de Hidratación
Los dioles geminales pueden ser considerados como cetonas (o aldehídos) hidratadas. Los dos hidroxilos en un diol geminal son fácilmente convertidos a un carbonilo mediante la pérdida de una molécula de agua. De la forma contraria, un grupo carbonilo puede ser convertido a un diol geminal mediante la adición de agua.
El equilibrio en solución acuosa puede estar desplazado hacia alguno de los dos compuestos. Por ejemplo, la constante de equilibrio para la conversión de acetona a propan-2,2-diol es alrededor de 10-3 (está favorecida la forma ceto) mientras que la del formaldehído a metanodiol es 103 (está favorecido el diol).
Para la conversión de la hexafluoroacetona al diol, la constante es alrededor de 106 debido al efecto inductivo de los grupos trifluorometil. De forma similar, la conversión del cloral a hidrato de cloral, está favorecida por el efecto inductivo de los grupos triclorometil.
En algunos casos, como el decahidroxiciclopentano y dodecahidroxiciclohexano, el diol geminal es estable mientras que la cetona correspondiente no lo es. 
Los dioles geminales también pueden verse como casos extremos de hemiacetales formados por la reacción de un grupo carbonilo con alcoholes en vez de agua.